# Guido Ascoli
Guido Ascoli (Livorno, 12 de dezembro de 1887 — Turim, 10 de maio de 1957) foi um matemático italiano.
Formou-se em Pisa em 1907, e de 1909 a 1932 lecionou em escolas secundárias. Estabelecido em Turim em 1920, retomou suas atividades científicas, tornando-se em 1932 catedrático de análise na Universidade de Pisa, seguindo em 1934 para Milão.
Em 1938, devido à "Provvedimenti per la difesa della razza nella scuola fascista" (Provisão para a defesa da raça na escola fascista), que fazia parte das leis raciais, foi expulso da universidade, de academias e da União Matemática Italiana, juntamente com muitos outros judeus, sendo então apoiado pelo Council for Assisting Refugee Academics. Após a Segunda Guerra Mundial retornou a Milão, onde permaneceu até 1949, quando foi convocado pela Universidade de Turim, para a cátedra de matemática complementar, onde permaneceu até falecer. Em Turim organizou um curso de pós-graduação para professores do ensino médio.
Sua produção científica é reduzida mas de grande qualidade, abordando temas centrais da análise, como o comportamento assintótico de equações diferenciais lineares.
Foi presidente da Mathesis, seção do piemonte, e da Comissão Italiana para o Ensino da Matemática. Foi membro correspondente da Accademia Nazionale dei Lincei e da Academia de Ciências de Turim.